# Сульфат циркония(IV)-тетранатрия
Сульфат циркония(IV)-тетранатрия — неорганическое соединение,
комплексный сульфат натрия и циркония(IV)
с формулой Na4Zr(SO4)4,
бесцветные кристаллы,
растворяется в воде,
образует кристаллогидраты.

## Получение
- Реакция сульфатов циркония(IV) и натрия:

{\displaystyle {\mathsf {Zr(SO_{4})_{2}+2Na_{2}SO_{4}\ {\xrightarrow {}}\ Na_{4}Zr(SO_{4})_{4}}}}

## Физические свойства
Сульфат циркония(IV)-тетранатрия образует бесцветные кристаллы.
Хорошо растворяется в воде.
Образует кристаллогидрат состава Na4Zr(SO4)4•3H2O.

## Применение
- Промежуточный продукт в производстве циркония.
- Дубление кож.